# Janusz Wilden

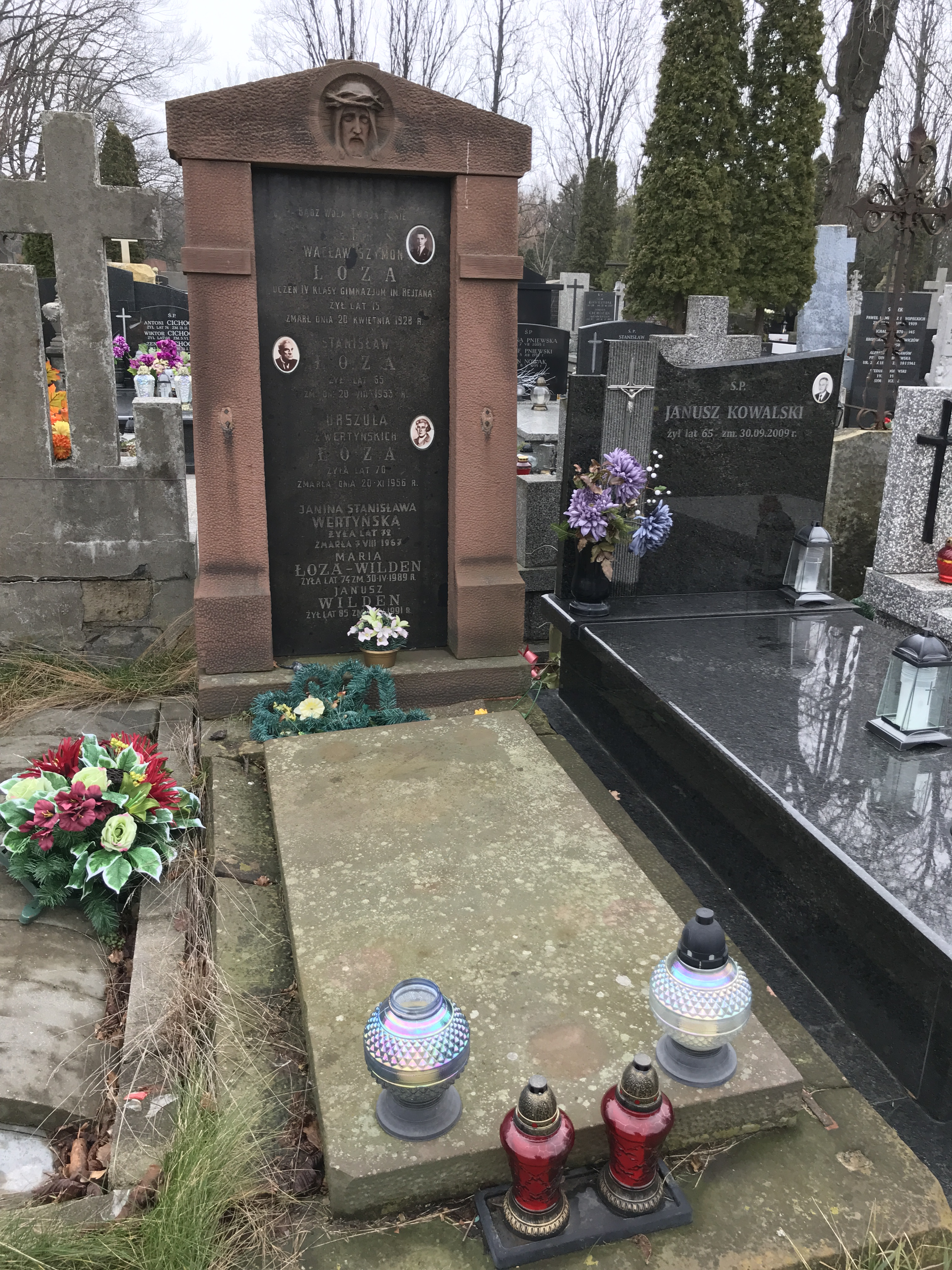
Grób Janusza Wildena na cmentarzu Wolskim

Janusz Wilden (ur. 17 lipca 1906, zm. 28 maja 1991) – polski rzeźbiarz i malarz.

## Życie i twórczość
Uczył się w Miejskiej Szkole Sztuk Zdobniczych i Malarstwa w Warszawie, a następnie w warszawskiej Szkole Sztuk Pięknych. Dyplom uzyskał w roku 1931, u prof. Felicjana Kowarskiego. Oprócz malarstwa zajmował się także rzeźbą, grafiką warsztatową, wystawiennictwem i fotografią. Zaangażowany był także w działalność Związku Polskich Artystów Plastyków – był m.in. sekretarzem Sekcji Rzeźby, a także członkiem Zarządu Okręgu Warszawskiego ZPAP. W okresie 1950–1951 pracował jako starszy asystent na Wydziale Grafiki warszawskiej ASP. Mieszkał na Saskiej Kępie przy ul. Zakopiańskiej. W 1990 przekazał swój dorobek artystyczny na rzecz działającej w tej dzielnicy Szkoły Podstawowej nr 143 im. Stefana Starzyńskiego. 
Spoczął na cmentarzu Wolskim w Warszawie (kwatera 34, rząd 1, grób 8).